# John Grieb
John William Grieb  (ur. 13 listopada 1879 w Filadelfii, zm. 10 grudnia 1939 tamże) – amerykański gimnastyk, dwukrotny medalista olimpijski.
W 1904 r. reprezentował barwy Stanów Zjednoczonych na rozegranych w Saint Louis letnich igrzyskach olimpijskich, podczas których zdobył dwa medale: złoty (w wieloboju drużynowym) oraz srebrny (w trójboju lekkoatletycznym). Startował również w dziesięcioboju lekkoatletycznym (6. miejsce), wieloboju gimnastyczno-lekkoatletycznym (52. miejsce) oraz trójboju gimnastycznym (90. miejsce).